# Temognatha franca
Temognatha franca es una especie de escarabajo del género Temognatha, familia Buprestidae. Fue descrita científicamente por Carter en 1916.